# Chất biến đổi gỉ thép
Chất biển đổi gỉ thép là một hợp chất hoá học có tác dụng biển đổi gỉ thép thành màng bảo vệ chống ăn mòn, nhưng không gây hoặc ít gây phản ứng ăn mòn thép.
Gỉ thép là hiện tượng phổ biến và có thể gây ảnh hưởng lớn đến chất lượng công trình xây dựng. Nếu không được làm sạch gỉ trước khi đổ bê tông hoặc sơn phủ sẽ dẫn đến sự suy giảm lực liên kết giữa cốt thép và bê tông hoặc giữa thép và lớp sơn phủ bảo vệ, đồng thời tiềm ẩn nguy cơ tăng tốc độ ăn mòn và phá hủy sớm kết cấu bê tông cốt thép và kết cấu thép.

## Chất biến đổi gỉ vô cơ
Chất biến đổi gỉ vô cơ có thành phần chính là các axit vô cơ, chất phụ gia và hóa chất khác. Đặc điểm chung của loại chất biến đổi gỉ này là có khả năng phản ứng hóa học hòa tan gỉ thép nhưng ít hoặc không phản ứng với thép. Chất biến đổi gỉ phổ biến nhất thường gặp là axit phốtphoric.

## Chất biến đổi gỉ hữu cơ
Chất biến đổi gỉ hữu cơ có thành phần chính là các axit hữu cơ. Cũng giống như các axit vô cơ, các axit hữu cơ cũng có khả năng tham gia phản ứng hóa học với gỉ thép tạo thành các hợp chất không tan. Bên cạnh đó, một số chất hữu cơ còn có khả năng tham gia các phản ứng hóa học khác, chẳng hạn với oxy trong không khí để tự liên kết thành màng polyme. Do đó cũng có khả năng chống ăn mòn và bảo vệ thép.

## Chất biến đổi gỉ hỗn hợp
Chất biến đổi gỉ hỗn hợp có thành phần gồm cả các loại hóa chất gốc vô cơ lẫn các chất hữu cơ. Đây là hệ chất biến đổi gỉ tiên tiến kết hợp được ưu nhược điểm của cả hai loại chất biến đổi gỉ gốc vô cơ và hữu cơ.
Trong thành phần chất biến đổi gỉ hỗn hợp, thông thường có một hàm lượng rất nhỏ các axit vô cơ, chủ yếu là các axit hữu cơ, bên cạnh đó là các muối, dung môi, phụ gia khác. Các axit vô cơ có tác dụng tham gia phản ứng hòa tan nhanh gỉ thép, hòa tan một phần thép tạo gốc để các axit hữu cơ tác dụng với các muối sắt hòa tan dễ dàng hơn, đồng thời bám chắc hơn vào bề mặt thép.

## Cơ chế tác dụng
Về cơ chế tác dụng cho thấy gỉ thép trước khi xử lý có cấu trúc xốp, không đồng nhất. Sau khi xử lý bằng chất biến đổi gỉ có cấu trúc mịn, đồng nhất do lớp gỉ thép tương tác với chất biến đổi gỉ tạo thành các phần tử có kích thước nhỏ, có liên kết sắp xếp thành lớp màng liên tục.
Chất biến đổi gỉ có khả năng tác dụng với gỉ thép và chuyển hóa gỉ thép thành những hợp chất trơ, bền vững có tính chất như một lớp màng bảo vệ trên bề mặt thép thông qua các phản ứng hóa học phức tạp vì vậy nó có khả năng biến đổi gỉ và bảo quản thép xây dựng.
Các kết quả ứng dụng cho thấy chất biến đổi gỉ có tiềm năng ứng dụng to lớn, dễ sử dụng, chi phí thấp, hiệu quả xử lý cao, thời gian bảo quản thép sau khi xử lý biến đổi gỉ đối với môi trường xâm thực nhẹ khoảng 6 tháng, môi trường vùng biển khoảng 1 tháng. Chất biến đổi gỉ có thể sử dụng để làm sạch gỉ cốt thép trước khi đổ bê tông, trước khi sơn phủ và dùng để bảo quản thép xây dựng.

## Kết quả ứng dụng chất biến đổi gỉ trên thực tế
Trong thời gian qua đã có nhiều công trình xây dựng tại Việt Nam sử dụng chất biến đổi gỉ trong công tác xử lý gỉ và bảo quản thép đạt hiệu quả cao kể cả về mặt kinh tế lẫn kỹ thuật.
Cảng Nha Trang là một trong những cảng quan trọng nhất của khu vực miền Trung. Để đáp ứng nhịp độ phát triển kinh tế và du lịch ngày càng cao, dự án cải tạo nâng cấp và xây mới Cảng Nha Trang được tiến hành thực hiện với cảng mới có tải trọng là 20.000T với số vốn đầu tư là 149 tỷ đồng. Công trình xây dựng khu vực cảng Nha Trang chịu tác động mạnh của môi trường biển nên thép bị gỉ rất nhanh. Cốt thép có thể bị ăn mòn ngay từ khi lắp dựng trước khi đổ bê tông. Để hạn chế và ngăn chặn hiện tượng này toàn bộ cốt thép được phun chất biến đổi gỉ sau khi gia công lắp dựng. Sau khi xử lý xong cốt thép không xuất hiện gỉ trong vòng 15-30 ngày, đảm bảo chất lượng thép trước khi đổ bê tông.Các kết quả trước và sau khi công trình hoàn thành đều cho thấy chất biến đổi gỉ có tác dụng ngăn ngừa và giảm các nguy cơ về ăn mòn cốt thép đáng kể. Hiện công trình đã xây dựng xong và đi vào hoạt động bình thường đảm bảo chất lượng tốt.